# Woldemar Neubert
Woldemar Arnd Heinz Neubert (* 26. März 1860 in Hamburg; † 31. Dezember 1918 ebenda) war ein deutscher Handelsgärtner und Politiker.

## Leben und Wirken
Woldemar Neubert war der zweitälteste Sohn von Emil Neubert. Nach einer Lehre bei Franz Kunze in Altenburg und der Obst- und Gehölzbaumschule von Julius Brecht in Ditzingen besuchte er die Lehranstalt für Gartenbau, Obstkultur und Pomologie Reutlingen. Anschließend unternahm er eine Studienreise durch Süddeutschland und Nordfrankreich. Im Juli 1880 erhielt er eine leitende Position in der Kunst- und Handelsgärtnerei seines Vaters und übernahm das Unternehmen im März 1895. Die Gärtnerei mit seinerzeit etwa 10 Mitarbeitern firmierte als E. Neubert Wandsbek.
Woldemar Neubert modernisierte das Unternehmen. Er stellte den Betrieb der Baumschule ein und konzentrierte sich auf die Zucht von Topf- und Zierpflanzen. 1889 bot Neubert erstmals selbst angezogene Maiglöckchen und den Versand von Treibkeimen an. Der Gärtner perfektionierte dabei eine von F. W. Böttcher entwickelte Methode, die eine Konservierung der Blühkeime in einem Kühlhaus und somit erstmals eine ganzjährige Anzucht ermöglichte. Neubert richtete ein eigenes Netz von Lieferanten ein, das weltweit Eiskeime und Jungpflanzen vertrieb. Woldemar Neubert erhielt zahlreiche Ehrungen und Auszeichnungen, darunter bei der World’s Columbian Exposition 1893 und der Allgemeinen Gartenbau-Ausstellung 1897 in Hamburg. Neubert und sein Unternehmen waren international bekannt, Neubert selbst galt als der „Maiblumenkönig“.
Neben den Maiblumen bot der Gärtner auch Treibflieder, Palmen, Azaleen und Farne an. 1901 erweiterte er das Sortiment um seinerzeit moderne Lorrainebegonien. Darüber hinaus installierte er schwimmende Gärtnereien auf Überseedampfern von Hamburg Süd. Es handelte sich dabei um kleine Gewächshäuser und Blumengeschäfte an Bord der Schiffe. Die Kühlraume der Dampfschiffe ermöglichten Im- und Exporte zwischen Hamburg und Südamerika. Neubert beschäftigte bis zu 300 Mitarbeiter, hatte während des Ersten Weltkriegs jedoch große wirtschaftliche Schwierigkeiten im internationalen Handel mit Zierpflanzen.
Neben der Tätigkeit als Gärtner engagierte sich Neubert auch politisch. Ab 1905 war er Stadtverordneter der Stadt Wandsbek und ab 1910 Stadtrat. Hier arbeitete er im Finanzressort und in der Verwaltung der städtischen Energieversorgungsunternehmen.
Woldemar Neubert starb Ende 1918 an den Folgen der Spanischen Grippe.